# Táncdalfesztivál ’68
A Táncdalfesztivál ’68 a Magyar Rádió és Televízió országos könnyűzenei versenye volt, amely harmadik alkalommal került megrendezésre.
Az első díjat megosztva Illés-együttes Amikor én kissrác voltam, Koós János Kislány a zongoránál illetve Mary Zsuzsi Mama című dala nyerte meg.

## Elődöntők

### 1. elődöntő (július 20.)
| Előadó                      | Dal                             |
| --------------------------- | ------------------------------- |
| Aradszky László             | Sárga bérház                    |
| Dobos Attila                | Krisztina                       |
| Harangozó Teri              | Még hazakísér                   |
| Izsmán Nelly                | Matyóbaba                       |
| Koncz Zsuzsa                | Beszélj, mi van veled           |
| Koós János                  | Én, aki nála jártam             |
| Kovács József               | Búzamezők                       |
| Magay Klementina            | A víz fölé hajolok              |
| Máté Péter                  | Nem tudom, nem tudom…           |
| Mátrai Zsuzsa               | Könyörögni nem fogok            |
| Nagy Éva                    | Ez az utolsó randevúnk          |
| Pápay-Faragó László, Syrius | Így mulat egy beates magyar úr  |
| Poór Péter                  | Piros tulipán                   |
| Szalay Erzsi                | Egyszer gyere be az én utcámba! |
| Szécsi Pál                  | Gonosz lány                     |
| Szigetvári Tibor, Syrius    | Hűha                            |
| Sztevanovity Zorán          | Fehér sziklák                   |
| Toldy Mária                 | Lelketlen ember                 |
| Zalatnay Sarolta            | Az ablakom a mennyországra néz  |
| Záray Márta, Vámosi János   | Csak egy fillért                |

### 2. elődöntő (július 27.)
| Előadó           | Dal                              |
| ---------------- | -------------------------------- |
| Ambrus Kyri      | Na nem, ami sok, az sok          |
| Aradszky László  | Nem születtem grófnak            |
| Atlantis         | Kínai fal                        |
| Bakacsi Béla     | Amit most nem hiszel             |
| Fenyvesi Gabi    | Figyel a mama!                   |
| Harangozó Teri   | Sose fájjon a fejed              |
| Korda György     | Égig érnek a fák                 |
| Kovács Kati      | Szerelemben soha nincsen igazság |
| Mary Zsuzsi      | Mama                             |
| Mátrai Zsuzsa    | Útban hazafelé                   |
| Németh József    | Téged kereslek én                |
| Omega            | Kiabálj, énekelj                 |
| Poór Péter       | Miért nem tudsz te lelkesedni    |
| Rácz Györgyi     | Sírva és nevetve                 |
| Sárosi Katalin   | Boldog vagyok                    |
| Illés            | Amikor én még kissrác voltam     |
| Toldy Mária      | A fáradt mama (Altatódal)        |
| Vámosi János     | Más úton akarok járni            |
| Zalatnay Sarolta | Oh, ha milliomos lennék          |
| Záray Márta      | Van akinek így                   |

### 3. elődöntő (augusztus 3.)
| Előadó                             | Dal                          |
| ---------------------------------- | ---------------------------- |
| Bencze Márta                       | Gyönyörű, teljes éj          |
| Dékány Sarolta                     | Most már olyan mindegy       |
| Dobos Attila                       | Ő és én                      |
| Halász Aranka                      | Egy régi monda               |
| Horváth Vilmos                     | Balatoni nyár                |
| Hungária                           | Egyszer vagy fiatal          |
| Janka Béla, Berényi Bezzegh György | Mesélj a nőkről              |
| Karda Beáta                        | Lakatot a szádra!            |
| Koncz Zsuzsa                       | Színes ceruzák               |
| Koós János                         | Kislány a zongoránál         |
| Korda György                       | Ébredés                      |
| Kovács József                      | A csongorádi kisbíró unokája |
| Kovács Kati                        | Ne akard őt elrontani        |
| Máté Péter                         | Cirkusz                      |
| Németh József                      | Sírnak a fák                 |
| Pálffy Zsuzsa                      | Rengeteg bajom van veled     |
| Sárosi Katalin                     | Jó reggelt, boldogság!       |
| Szécsi Pál                         | Akkor is lesz nyár           |
| Sztevanovity Zorán                 | Hétköznapi semmiség          |
| Tárkányi Tamara                    | Álmaimból ne űzz tréfát      |

## Döntő (augusztus 18.)
Győztes (megosztott) |       2. helyezett (megosztott)
| #   | Előadó                               | Dal címe                         | Zene és szöveg                    |
| --- | ------------------------------------ | -------------------------------- | --------------------------------- |
| 1.  | Poór Péter                           | Miért nem tudsz te lelkesedni    | Fáy András–Szenes Iván            |
| 2.  | Hungária                             | Egyszer vagy fiatal              | Rózsa Pál                         |
| 3.  | Harangozó Teri                       | Sose fájjon a fejed              | Deák Tamás–Fülöp Kálmán           |
| 4.  | Szécsi Pál                           | Akkor is lesz nyár               | Aldobolyi Nagy György–Szenes Iván |
| 5.  | Aradszky László                      | Nem születtem grófnak            | Payer András–S. Nagy István       |
| 6.  | Koncz Zsuzsa                         | Színes ceruzák                   | Szörényi Levente–Bródy János      |
| 7.  | Korda György                         | Ébredés                          | Kozák Péter–S. Nagy István        |
| 8.  | Kovács József                        | A csongorádi kisbíró unokája     | Elek Ilona–Garai Imre             |
| 9.  | Sztevanovity Zorán                   | Fehér sziklák                    | Fényes Szabolcs–S. Nagy István    |
| 10. | Mary Zsuzsi                          | Mama                             | Dobos Attila–Szenes Iván          |
| 11. | Omega                                | Kiabálj, énekelj                 | Presser Gábor–S. Nagy István      |
| 12. | Poór Péter                           | Piros tulipán                    | Németh Gábor–S. Nagy István       |
| 13. | Dobos Attila                         | Krisztina                        | Dobos Attila–Szenes Iván          |
| 14. | Pápay-Faragó László, Syrius          | Így mulat egy beates magyar úr   | Góth László–G. Dénes György       |
| 15. | Janka Béla és Berényi Bezzegh György | Mesélj a nőkről                  | Ullmann Ottó–Hajnal István        |
| 16. | Kovács Kati                          | Szerelemben soha nincsen igazság | Darvas Ferenc–Tardos Péter        |
| 17. | Illés                                | Amikor én még kissrác voltam     | Szörényi Levente–Bródy János      |
| 18. | Koós János                           | Kislány a zongoránál             | Lovas Róbert–Szenes Iván          |

## Díjazottak
| Díj    | Előadó             | Dal                          | Zene és szöveg                 |
| ------ | ------------------ | ---------------------------- | ------------------------------ |
| 1. díj | Illés              | Amikor én még kissrác voltam | Szörényi Levente–Bródy János   |
| 1. díj | Koós János         | Kislány a zongoránál         | Lovas Róbert–Szenes Iván       |
| 1. díj | Mary Zsuzsi        | Mama                         | Dobos Attila–Szenes Iván       |
| 2. díj | Sztevanovity Zorán | Fehér sziklák                | Fényes Szabolcs–S. Nagy István |
| 2. díj | Harangozó Teri     | Sose fájjon a fejed          | Deák Tamás–Fülöp Kálmán        |
| 2. díj | Koncz Zsuzsa       | Színes ceruzák               | Szörényi Levente–Bródy János   |

Legjobb előadóművészek
- Omega
- Koncz Zsuzsa
- Harangozó Teri
- Koós János
- Mary Zsuzsi

Különdíjak
- Zeneműkiadó Vállalat különdíja: Szörényi Levente (Színes ceruzák)
- Arany Mikrofon–díj[5]:  Mikor én még kissrác voltam (Illés-együttes)
- KISZ Központi Bizottságának különdíja: Lovas Róbert (Kislány a zongoránál)
- Zeneművész Szakszervezet különdíja a legjobb hangszerelőnek: Körmendi Vilmos
- Az Országos Rendező Iroda két különdíja
  - Előadói: Syrius együttes
  - Szövegírói: Szenes Iván (Mama)
- Magyar Rádió és Televízió elnökének nagydíja: Szörényi Levente és Bródy János (a magyar népzenében kötelező, sajátos modern, friss stílust kialakító törekvéséért)

Közönségdíj
- Mary Zsuzsi
- Korda György